# Конопљара (Читлук)
Конопљара представља археолошки локалитет недалеко од Читлука, на територији општине Крушевац. Налазиште припада старчевачкој култури и процењује се да је насеље постојало до 13. века.

## Историјат
Локалитет Конопљара темељно је истраживан у периоду 1994-1996 приликом изградње обилазнице око Крушевца. Резултати тадашњих истраживања показали су да је главна географска одлика неолитског насеља било то што се налазило на једној од виших тераса Западне Мораве. Истраживања су настављена пре неколико година, приликом радова на изградњи Моравског коридора. 
На локалитету су до сада пронађени предмети из млађег каменог доба (шоље, зделе, лонци), игла из бронзаног доба, крстообразне фибуле из 3. века, игла и златна огрлица из римског периода и римски новчићи из 3. и 4. века. Међу пронађеним предметима бројни су они који припадају  културама Калакача и Гава. Ипак, најзначајнији проналазак представља пећ стара 3000 година, направљена од печене земље, отвореног типа која је вероватно била прекривена прућем.
Током деведесетих година, приликом првих истраживања, на локалитету Конопљара пронађена је некропола за коју је утврђено да потиче с краја 12. и почетка 13. века и том приликом је пронађено и 126 покојника. Некропола је заузимала површину од 700 квадратних метара. Поред некрополе, пронађено је неколико средњевековних згаришта из 9. и 10. века. Закључено је да до прекида живота долази највероватније у 13. веку током монголске најезде.
Сваке године,на други дан празника Свете Тројице, у Читлуку се одржава традиционална манифестација "Хоризонти Конопљаре"